# Bazylika świętej Klotyldy w Paryżu

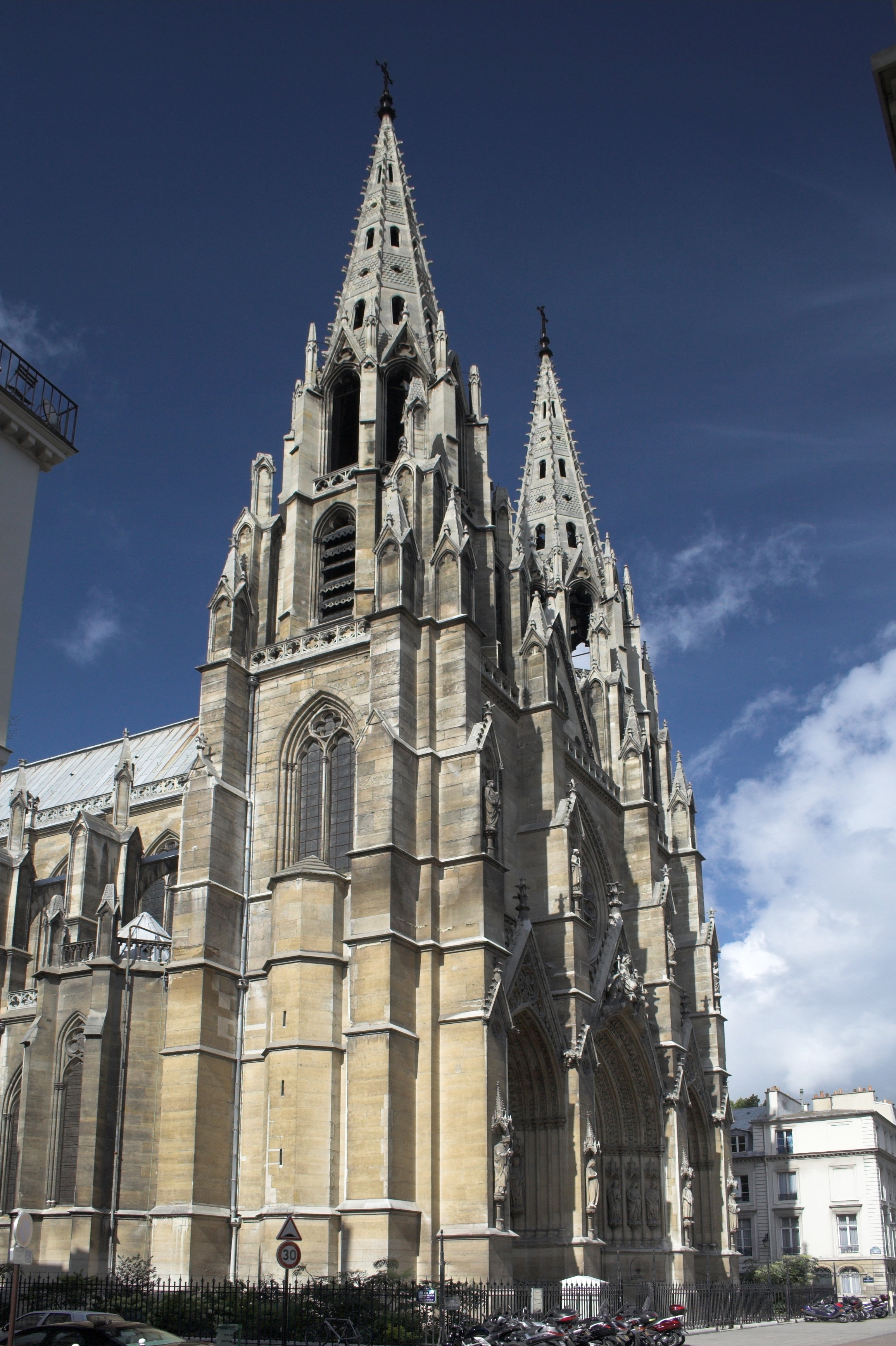
Widok bazyliki z lewej strony

Bazylika Sainte Clotilde w Paryżu (św. Klotyldy) – jeden z pięciu kościołów katolickich o statusie bazyliki na terenie Paryża, w 7. okręgu paryskim, pierwszy w Paryżu kościół neogotycki.

## Historia
Decyzja o budowie kościoła zapadła w 1827 r. na posiedzeniu rady miejskiej. Przygotowanie projektu powierzono Jeanowi-Nicolasowi Huyotowi, natomiast patronem obiektu miał być św. Karol. Do 1830 r. nie udało się jednak zebrać funduszy na realizację przygotowanego planu. Dopiero energia prefekta Claude'a Philiberta de Rambuteau pozwoliła zdobyć pieniądze i zatrudnić nowego architekta, François-Christiana Gau, który zdecydowanie przerobił projekt poprzednika, proponując budowę kościoła w mało popularnym dotąd we Francji stylu neogotyckim.
W 1846 r. prace budowlane na dobre się rozpoczęły, jednak plany Gau uległy dalszym modyfikacjom; projekt okazał się za śmiały i mało praktyczny, swoje uwagi zgłosiła również Komisja Budynków Świeckich. Architekt musiał zrezygnować z budowy imponujących schodów i zredukować fasadę do dwóch okazałych wież połączonych rozetą. W 1853 r. kolejne trudności skłoniły Gau do porzucenia pracy i scedowania jej na jednego ze swoich uczniów, Teodora Ballu, który dokończył dzieła, wprowadzając dodatkowe elementy zdobnicze i ostatecznie formując wygląd fasady. Konsekracja budynku miała miejsce w 1857 r. W 1896 r., z okazji kolejnej rocznicy chrztu Chlodwiga i państwa Franków, Leon XIII nadał kościołowi – podobnie jak wielu innym świątyniom we Francji – status bazyliki mniejszej.

## Architektura
Bazylika została wzniesiona na planie krzyża łacińskiego, ma długość 96 metrów i wysokość wież z iglicami 70 metrów. Kościół jest jednonawowy z wyodrębnionym prezbiterium. Wejście do obiektu wiedzie poprzez trzy wejścia z neogotyckimi portalami. Na fasadzie kościoła znajduje się osiem rzeźb świętych, środkowy portal wieńczy tympanon w kształcie ostrego łuku. Nad głównym wejściem umieszczona została rozeta. Kościół wiernie naśladuje gotyckie formy zdobnicze, okna w kształcie ostrych łuków z maswerkiem, posiada wimpergi, sterczyny oraz dekoracje w postaci płaskorzeźb (przede wszystkim od strony prezbiterium). Konstrukcja budynku opiera się na przyporach (dolny poziom) oraz łukach odporowych (górny poziom).
Jasne i przejrzyste wnętrze kościoła jest skąpo wyposażone. Z czasów budowy obiektu pochodzi skromny ołtarz główny oraz drewniana ambona autorstwa rzeźbiarzy Lienarda oraz Jasona. Ponad ołtarzem znajduje się współcześnie wstawiony symbol Ducha Świętego.

## Organy

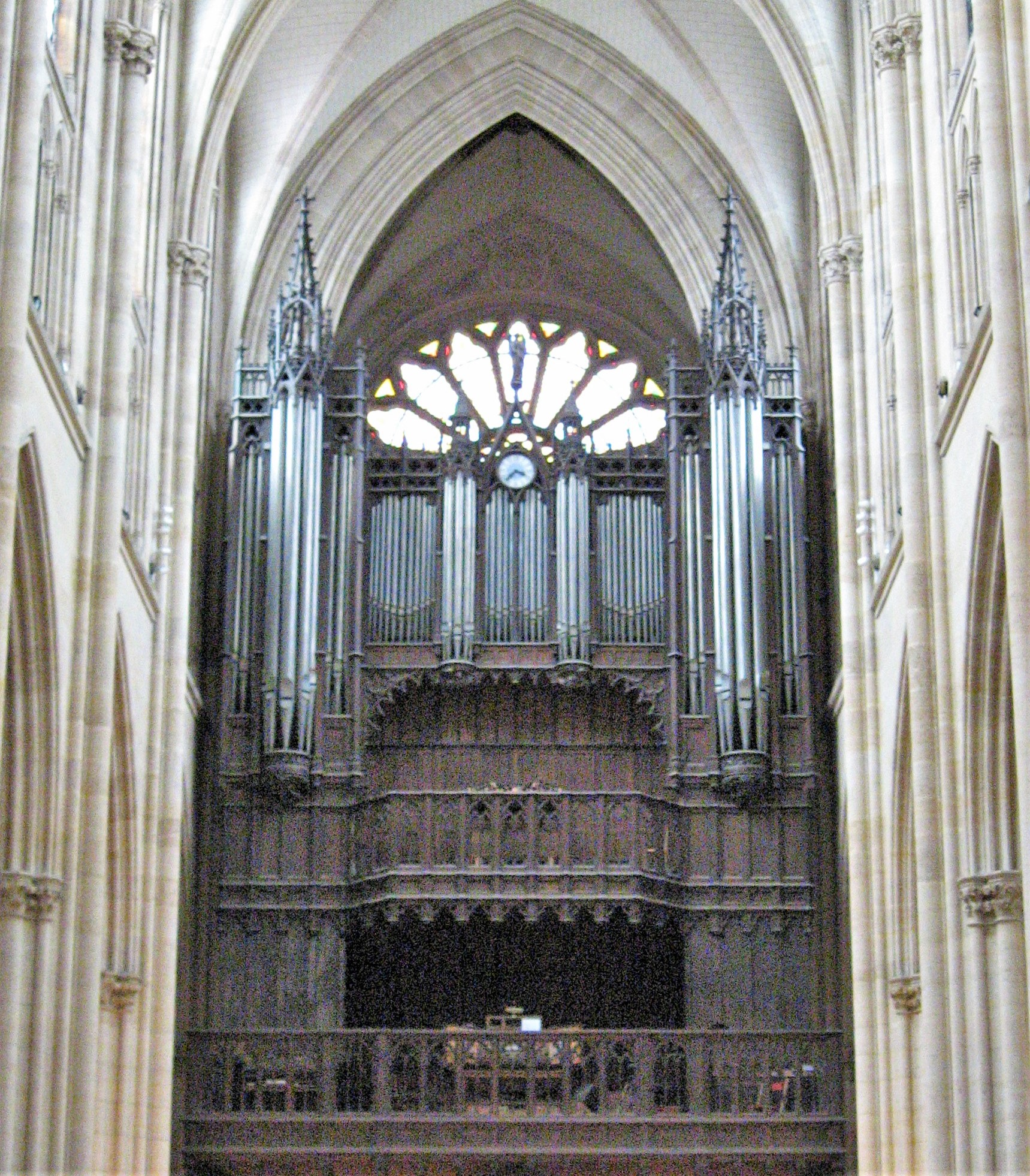
Organy bazyliki

W bazylice znajdują się 68-głosowe organy, wzniesione w 1859 r. przez Aristide'a Cavaillé-Colla. Pełnił przy nich funkcję organisty tytularnego znany kompozytor César Franck.
Organiści tytularni w bazylice:
- César Franck 1859-1890
- Gabriel Pierné 1890-1898
- Charles Tournemire 1898-1939
- Joseph-Ermend Bonnal 1942-1944
- Jean Langlais 1945-1987
- Pierre Cogen i Jacques Taddei 1987-1993
- Jacques Taddei 1993-2012
- Olivier Penin od 2012